# C8
C8 va ser un canal de televisió francès de caràcter generalista i privat. El canal va sorgir de l'evolució de Direct 8, venut al grup Canal + França. Formava part de les televisions de la TDT francesa, encara que també es podia veure per cable, satèl·lit i Internet.

## Història de C8
El 2001, es va registrar per primera vegada quan va començar a fer proves. Llavors, el 2005, va començar les seves emissions oficials sota el nom de Direct 8 després de l'oferta realitzada per la CSA que va proposar la creació de noves cadenes de televisió per tal d'ampliar l'oferta de la TDT francesa. De la seva etapa com a Direct 8 destaca en Jean-Marc Morandini que és un cèlebre periodista i presentador de televisió i ràdio conegut pel seu programa, del mateix nom, en què la vida dels famosos i l'anàlisi a la lupa de les audiències i programes de televisió de la competència són el plat fort del programa.
El 2011 el grup Canal + França compra el canal adquirint el 60% de les accions. Això va fer que els nous patrons creguessin oportú crear un nou canal de televisió: Direct Star, dedicat a reportatges i documentals sobre famosos i cantants.
El 2012 s'acaba adquirint la totalitat de les accions i el que fou Direct 8 passa a ser D8. De la mateixa manera, el que fou Direct Star passa a ser D17. El programa estrella del canal, Morandini, fou venut al canal NRJ 12 i la programació es redissenyà completament. D'ençà el programa estrella és “Touche Pas à Mon Poste” (No toquis la meva tele, en català) que no és altra cosa que un programa de divertiment, amb un presentador central i uns 8 col·laboradors que comenten durant l'hora que dura el programa diferents temes d'actualitat referents al món de la televisió. El programa també sol convidar diferents celebritats, sigui perquè presenten nou projecte personal, sigui perquè un nou programa està a punt d'estrenar-se a un canal de televisió francesa.
De tota la història del canal de televisió, sigui en la seva etapa com a Direct 8 o com a D8, cal remarcar l'aposta que varen fer els directius del canal quant a futbol femení es refereix. Conscients que el panorama del món de l'esport és, encara avui dia, majoritàriament masculí, especialment quan es parla de futbol, bàsquet, rugbi o fórmula 1, Direct 8 va ser el primer canal de televisió francès en apostar en la lliga femenina de futbol professional, així com en els mundials corresponents. L'aposta va seguir amb D8 i, cal dir, malgrat les crítiques rebudes, que el públic va rebre bastant bé la proposició amb audiències destacables per un canal de televisió nou, petit i que encara ha de fer-se lloc a les llars. I és que l'element destacable d'aquesta aposta és que per primer cop a França el futbol femení va tenir la possibilitat de ser emès, patrocinat i recolzat amb les mateixes condicions que el futbol masculí, tot un avenç pel que fa a drets humans. No obstant, cal dir que l'adquisició de Direct 8 per Canal + és, si més no, fatídica per les emissions de futbol femení, ja que Canal + va començar a apostar pel futbol masculí, rebaixant les emissions del futbol femení, cosa que denota el possible canvi evident que podria haver-hi: eliminar els partits femenins per substituir-los pels masculins. En qualsevol cas això és el que diferents mitjans de comunicación denuncien com ara el periòdic Le Parisien.
L'any 2024, l'Autoritat de Regulació de la Comunicació Audiovisual i Digital (Arcom) no va renovar l'autorització de C8 per emetre a la TDT. Es va presentar un recurs davant el Consell d'Estat contra la decisió de l'Arcom, però no va prosperar.
Des de la seva creació l'any 2005, el canal C8 arrossegava un dèficit crònic i, el 2024, acumulava pèrdues totals superiors als 736 milions d'euros. Al desembre de 2024, Groupe Canal+ va anunciar, després de la retirada de C8 de la TDT, un pla social que va implicar la supressió de 250 llocs de treball.